# 武蔵府中熊野神社古墳
武蔵府中熊野神社古墳（むさしふちゅうくまのじんじゃこふん）は、東京都府中市西府町の熊野神社境内にある上円下方墳である。7世紀の古墳と考えられている。2005年7月14日に国の史跡に指定された。

## 発見から発掘、保全

熊野神社社殿（右）・古墳墳丘（左奥）

その名の通り、府中市（旧車戸村）にある熊野神社の本殿北側にある。神社の境内にある小山が古墳であるという説自体は以前から存在し、地元では関東大震災の時に墳丘の一部が崩壊するまで石室の中に入れたとの言い伝えがある。穴に入ることができたことから、神社の敷地内にある小山のことを洞穴（ほらあな）と呼んでいたが、最近まで古墳であるかどうかの確証がつかめなかった。
なお、熊野神社は元々は府中市内の別の場所にあったものが、1777年（安永6年）に現在地に移ってきたものと言い伝えられており、古墳と神社は直接的な関係はないものと見られている。
1990年（平成2年）、熊野神社の祭礼で用いられてきた山車が壊れたため新調することになった。そして山車の新調とともに山車の収納庫も建て替えの話が出て、神社内にあった小山の一部を削り、規模を拡大して建て替えることになったが、その収納庫の新築に際して府中市教育委員会から遺跡発掘調査の指示が出された。かつて武蔵国の国府が置かれていた府中市内には工事に際して遺跡発掘調査が義務付けられている地区があり、熊野神社もその調査義務区域内だった。
調査の結果、熊野神社敷地内の小山は、土を突き固める版築という方法で築造されたことが判明した。また小山からは河原石が大量に見つかった。ただ旧来知られていた高倉古墳群から離れていたことや、周辺には墳丘に版築工法を用いた古墳が見当たらなかったこと、さらには近世の文献で古墳であると指摘したものがなかったことから、発掘後も古墳とはされなかった。
1994年（平成6年）、府中市は熊野神社の南東にある高倉古墳群の地中レーダー探査を計画した。その中で熊野神社裏手の小山も探査対象の一つに選ばれた。レーダー探査の結果、小山の頂上部分から南側にかけて、大きな構造物があることが確認され、古墳である可能性が高くなった。
その後、1884年（明治17年）8月21日に発行された『武蔵野叢誌』第19号という文献に、熊野神社裏手にある塚についての記述があることが発見され、1996年には『武蔵野叢誌』に記された熊野神社裏の古い塚についての論文が発表された。『武蔵野叢誌』には「熊野神社の裏手に古い塚が発見された。塚の入り口は大きな石や滑土（なめつち）で出来ている。中に入ると3つの部屋に分けられている。3室目は大きくて六畳敷くらいの大きさがあり、周囲や天井は全て、滑土を切石状に切り出したものをあたかも眼鏡橋状に組み上げている。中には2体の白骨があり、そばには錆びた釘のようなものが散乱している」などと、古墳の石室内を描写したものと思われる記述が残されていた。
2003年（平成15年）5月、熊野神社の小山の発掘が開始された。発掘後まもなく古墳であることが確認され、2003年の年末には三段築成の上円下方墳であることが確認された。翌2004年（平成16年）には石室内や周辺の発掘が行われ、さらに翌2005年には国の史跡に指定された。
かつての古墳は自然の小山と見分けがつかなかったが、史跡として府中市による整備が行われた。2009年、葺石や貼石が表に出た上円下方墳の姿に復元され、2011年に「国史跡武蔵府中熊野神社古墳展示館」が開館。2019年春には一帯が公園として整備された。
住民らによる地域おこしへの活用も進められている。2006年末に住民や歴史ファンらによる「武蔵府中熊野神社古墳保存会」が発足。同会は秋に「武蔵府中熊野神社古墳まつり」を開くとともに、古墳展示館の管理を受託している。

## 立地
武蔵府中熊野神社古墳は、多摩川の河岸段丘である府中崖線の北側に広がる、武蔵野台地の立川面と呼ばれる台地上に造られた。府中崖線からは約0.5キロメートルの距離があり、古墳の近辺はほぼ平坦である。武蔵府中熊野神社古墳の南東側約1.2キロメートルには古墳時代後期の円墳が集まった高倉古墳群、南側約0.4キロメートルにもやはり御嶽塚を中心とした古墳時代後期の円墳が集まった群集墳があるが、武蔵府中熊野神社古墳のそばには古墳はなく、単独で造られた古墳であるとみられている。
ただ、武蔵府中熊野神社古墳と同じ上円下方墳であり、古墳内の構造も似ている天文台構内古墳が約7.5キロメートル東側の三鷹市にある。また、西側約9キロメートルに所在する八王子市の北大谷古墳の石室との類似性も指摘されている。
武蔵府中熊野神社古墳の周辺は宅地化が進み、現在は古墳の周辺には空地がほとんどない状況である。

## 墳丘

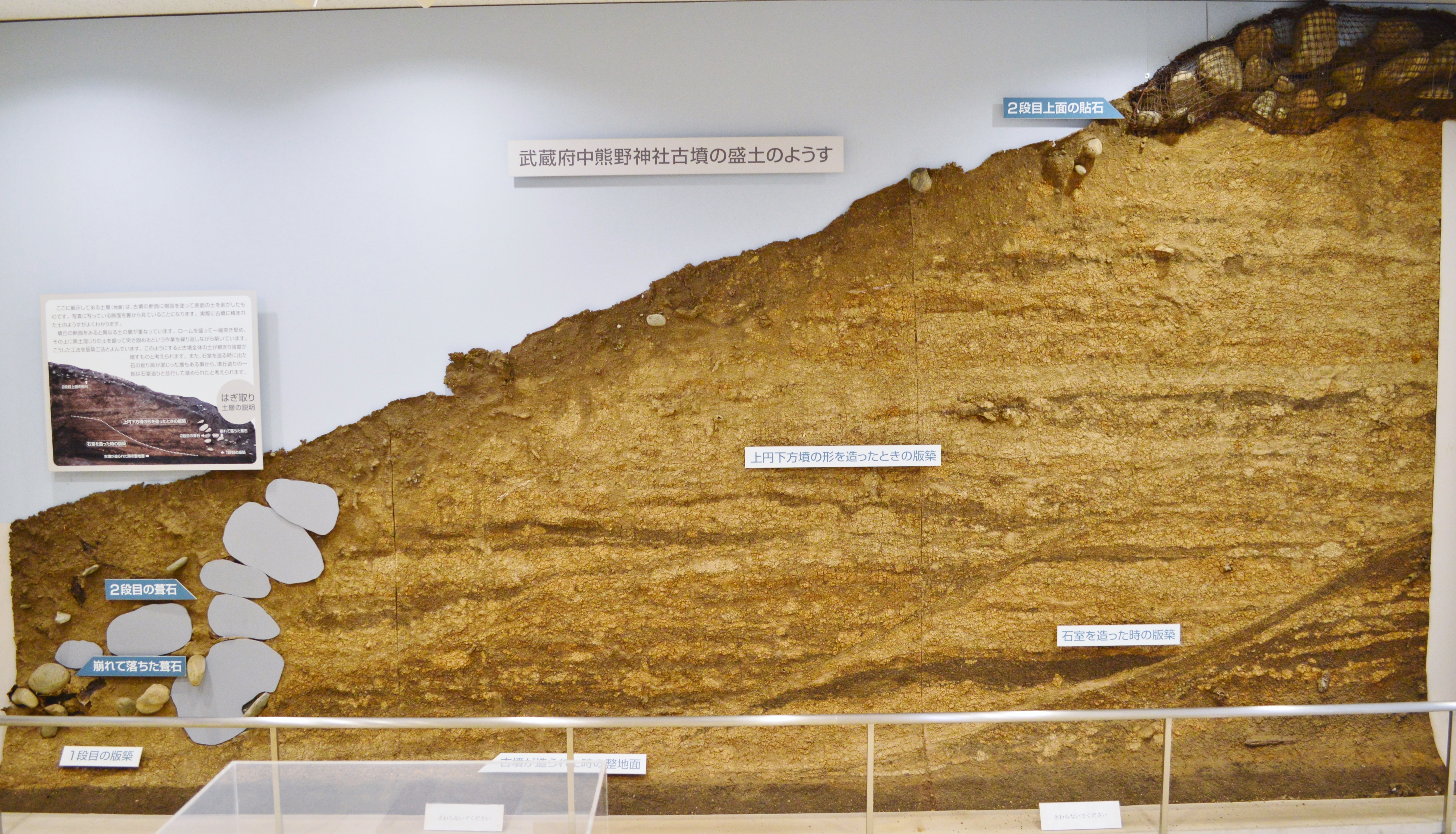
墳丘盛土断面国史跡武蔵府中熊野神社古墳展示館展示。

三段築成の上円下方墳である。1段目は一辺約32メートル、高さ約0.5メートル、2段目は一辺約23メートル、高さ約2.2メートルでそれぞれ方形をしており、3段目は直径約16メートル、高さ約2.1メートルで円形を呈している。なお3段目は古墳完成当時は5メートル程度の高さがあったものと推定されている。墳丘は古墳周囲から掘削した土や砂利、そして石室築造時に用いられた軟らかいシルト岩の削り屑などを突き固めて造成する、版築工法で築造されている。
1段目の周囲には、石室に使用されたものと同じシルト岩を、40～45センチメートル×35～45センチメートル×15センチメートルに加工した縁石を並べていた。2段目、3段目には葺石として楕円形の川原石が葺かれている。2段目の葺石が約15センチメートル×10センチメートル大であるのに対して、3段目は2段目よりも大きい約40センチメートル×25センチメートルの石が用いられており、視覚的に2段目の方形部と3段目の円形部を区別している。また2段目の平坦部には川原石の貼石が敷かれていた。
周濠については墳丘の至近距離からは発見されていないが、古墳本体の東側と南側の少し離れた場所から、幅約6メートル、深さが2メートル以上の落ち込みが2ヶ所確認されており、その結果から、一辺およそ90メートルの大きな周濠が存在する可能性がある。

## 主体部

墳丘 南辺（左に石室開口部）

古墳の主体部は複室構造の横穴式石室で、八の字に開く前庭部と呼ばれる墓前域、そして入り口側から前室、後室、玄室という3室があり、1段目墳丘上に造営されている。石室を築造する前に、東西約8メートル、南北約13メートル以上、そして深さ1.5メートル以上という大きな穴を開けて地表近くの柔らかい土を取り除き、そこに関東ローム層の赤土と粘土質の土を、互い違いに5センチメートルほどの厚さで突き固めるという、掘り込み地業と呼ばれる基礎工事が行われていた。掘り込み地業は関東地方の終末期古墳に時々見られるが、1.5メートルもの深さに及ぶものは他にほとんど例がない。
石室の全長は約8.7メートルに及ぶ。前室は方形、後室はやや膨らんだ形、玄室は円形に近い膨らみを持っている。玄室が丸みを帯びた形の石室は、武蔵の終末期古墳によく見られるもので、胴張り型石室と呼ばれている。石室にはシルト岩と呼ばれる極めて軟らかい石を使用し、石の隅を四角形に欠きとって隣の石と組み合わせるという丁寧な石組みを用いて形作られている。シルト岩は多摩川の河岸段丘である府中崖線にも露出しており、土とほぼ同程度の硬さしかないため加工は容易だがもろくて崩れやすい。『武蔵野叢書』にあったように明治時代には開口して玄室まで入れたものの、その後に崩落してしまったものと思われる。
玄室の奥の方からは直径約9センチメートル、深さ約26センチメートルの小土坑が検出された。これは石室を築造する際、中軸線を示す基準となる杭を打った穴の跡ではないかと見られており、武蔵府中熊野神社古墳が計画性を持って築造されたことを示している。
石室の床面には直径10～20センチメートルの多摩川の扁平な川原石が敷かれていた。石の形によっては端の一部を削って形を整え、床一面に石を敷けるように工夫されていた。
また、玄室の奥壁から「歩兵第一聯隊第一大隊附四名」と書かれた落書きが見つかった。これは明治時代、石室が開口していた時代に書かれたものと推定される。

## 出土品

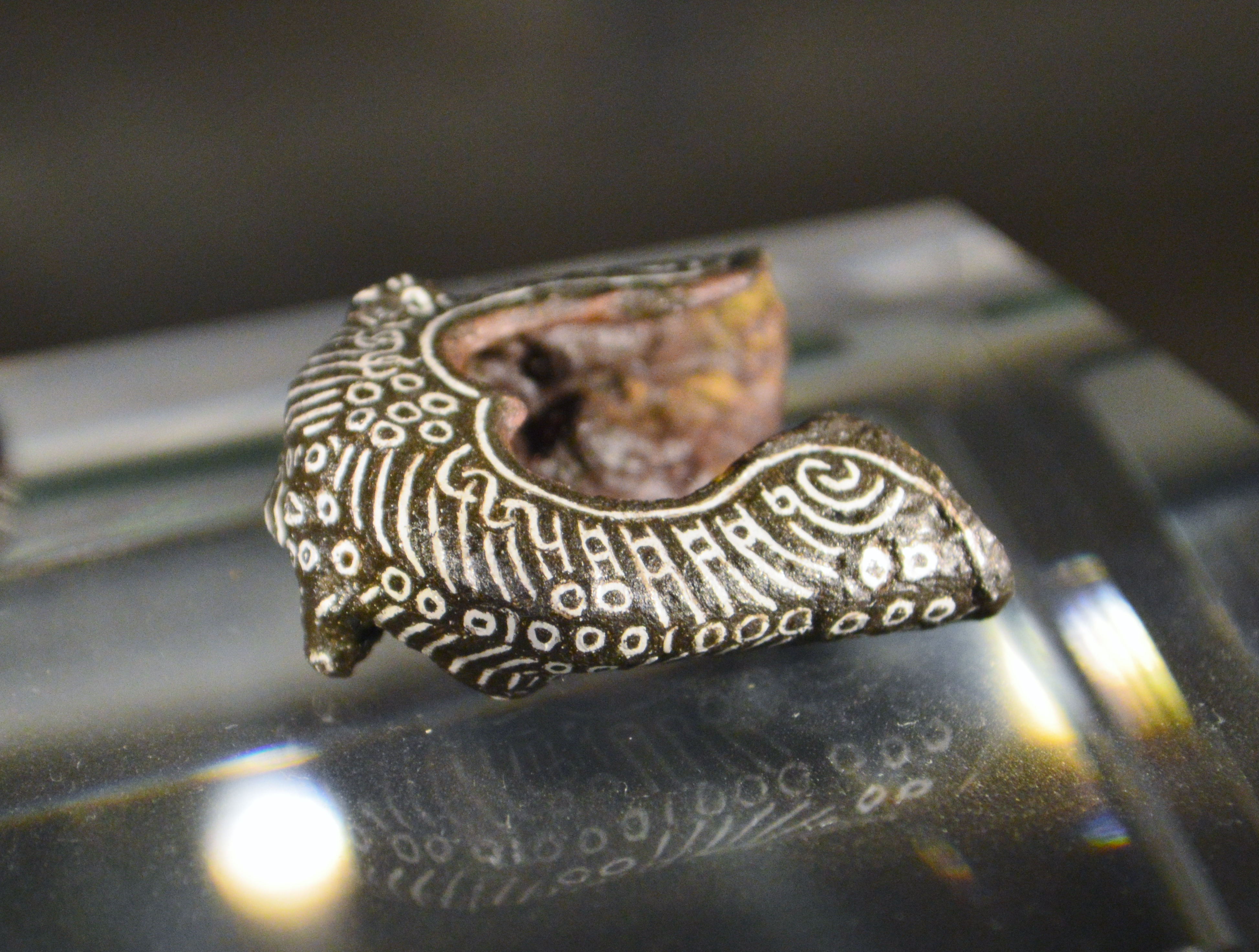
鞘尻金具（複製）府中市郷土の森博物館展示。

武蔵府中熊野神社古墳は明治時代には開口していたために、古墳内部の副葬品の多くは持ち出されてしまったと思われる。鉄地銀象嵌鞘尻金具1点、刀子4点、鉄釘多数、ガラス玉6点が出土したのみであり、副葬品はわずかしか出土しなかった。
鉄釘は玄室から90本、後室からは一塊にまとまった形で55本見つかっている。その他、破片となった鉄釘が216点出土した。鉄釘は主に木棺の止め釘と見られ、初葬時の木棺に用いられた釘などを後室に片付けた後、玄室に追葬の木棺を安置した可能性が高いとされている。鉄釘の中には木棺の一部と見られるヒノキ材が付着したものが見られ、わずかではあるが絹布が付着した鉄釘も見つかっている。この点から被葬者は絹布で覆ったヒノキ材の木棺に安置され、埋葬された可能性が指摘されている。
出土品の中で最も注目されるのは、玄室で検出された鉄地銀象嵌鞘尻金具である。大刀の鞘の先端に付く金具である鉄製の鞘尻金具に、富本銭にも用いられた七曜文などの見事な銀象嵌がほどこされている、他に類を見ないものであった。鞘尻金具の形態などから7世紀後半でも早い時期のものと見られている。
また、玄室内から被葬者の歯と見られる永久歯が3点発見されている。いずれの歯も壮年期の初期か前半期のものである。
古墳の副葬品とは直接関係はないが、石室内から寛永通宝、文久永宝、1銭、10銭、半銭など117枚の銭貨が見つかっている。また玄室の奥には祭壇状の石積があって、灯明皿と燭台も出土している。これはかつて武蔵府中熊野神社古墳の石室が開口していた時代、熊野神社の奥宮として信仰の場となっていたものと考えられ、出土した銭貨は賽銭とみられる。

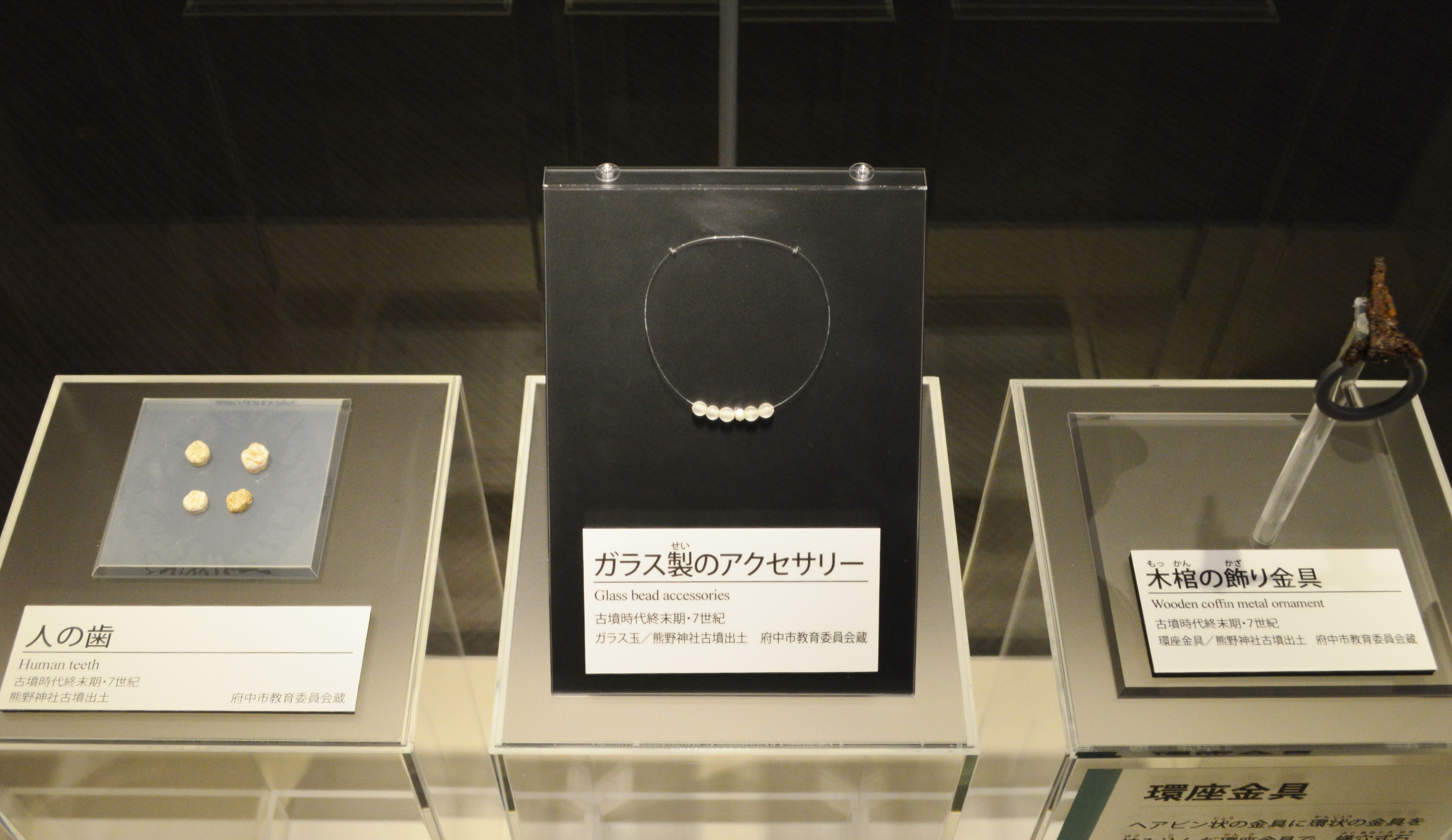
出土品 府中市郷土の森博物館展示。
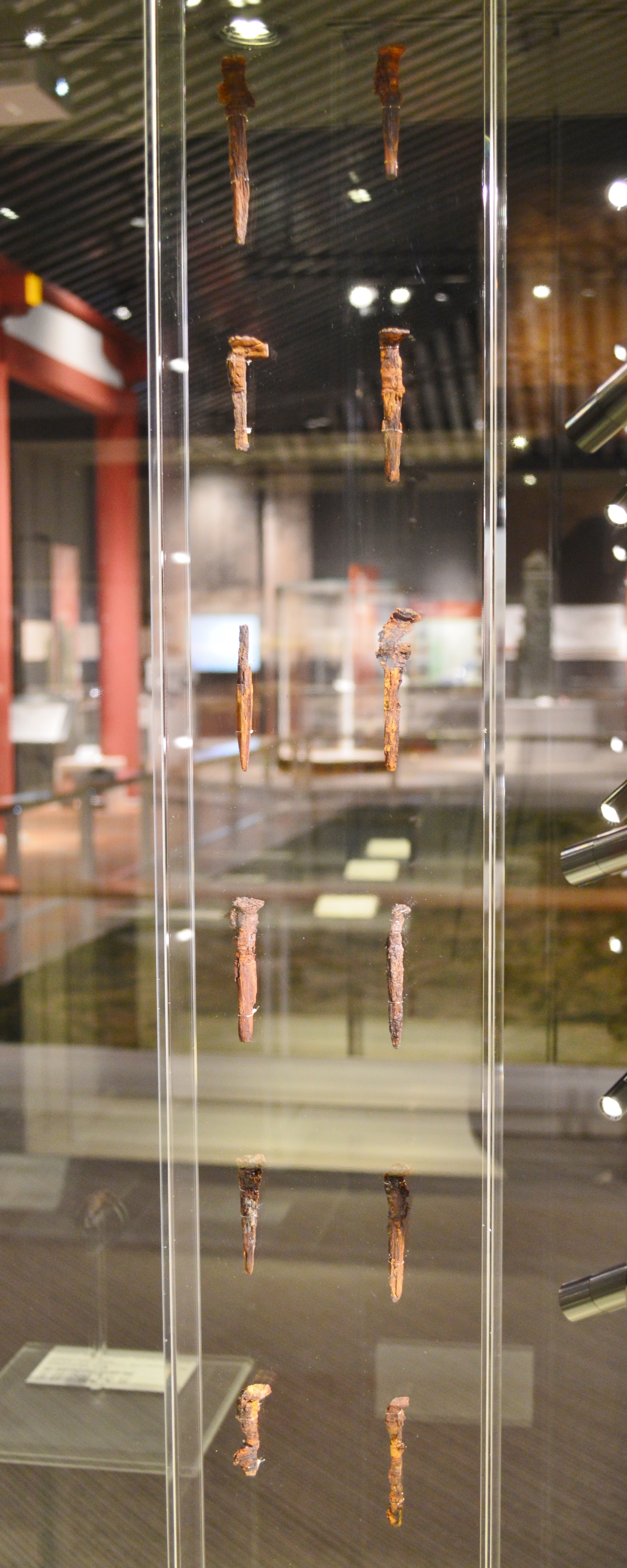
釘 府中市郷土の森博物館展示。
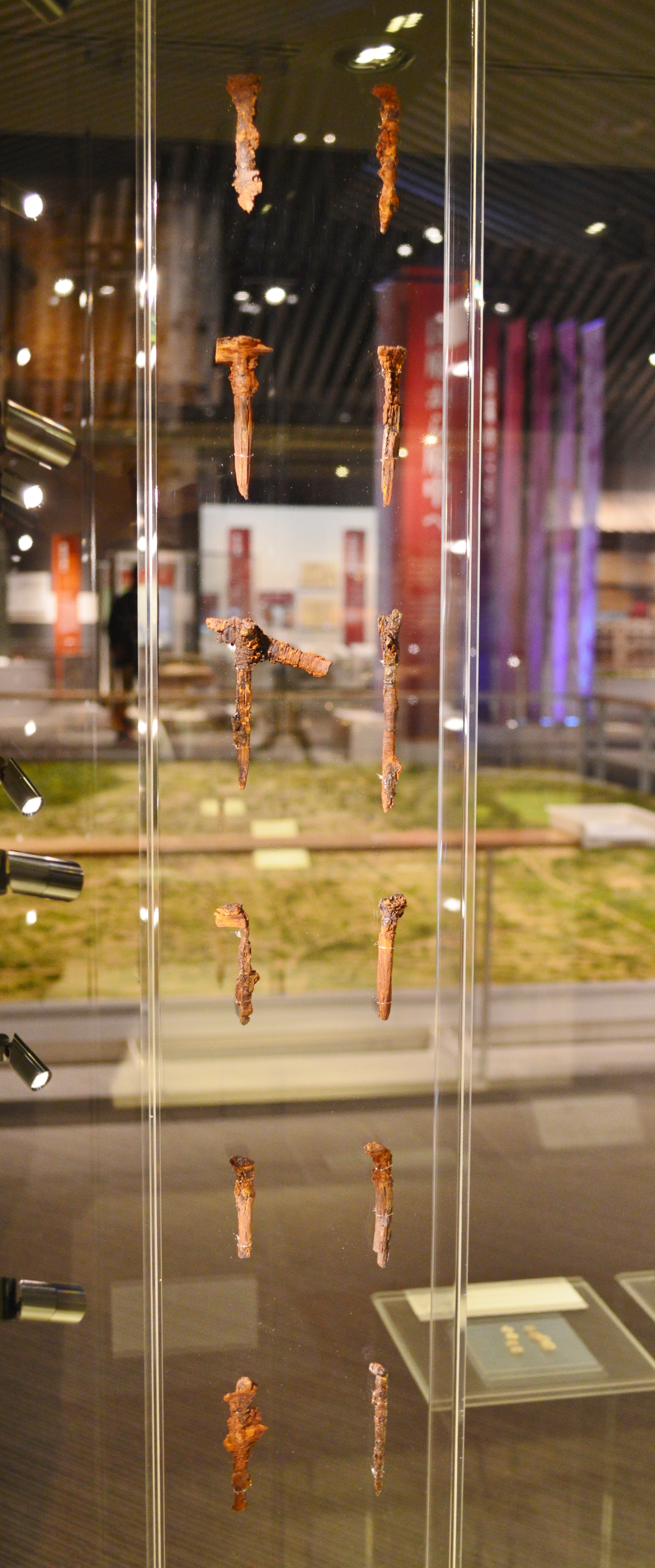
釘 府中市郷土の森博物館展示。

## 特徴
武蔵府中熊野神社古墳の特徴は、まず上円下方墳という墳形である。現在のところ発掘調査によって正式に確認されている上円下方墳は、武蔵府中熊野神社古墳を含めて全国で5例しかなく、極めて稀少な墳形である。
また武蔵府中熊野神社古墳は、現在正式に確認されている上円下方墳の中では最大のものである。葺石の存在や、高度な石組み技術で胴張り型石室が形作られている点、副葬された鉄地銀象嵌鞘尻金具などから、先進的な畿内の政権と密接な繋がりを持つ、武蔵国の有力な在地勢力が造営したものと見られている。複室胴張り形の石室は、多摩地域の終末期古墳の中でも他の古墳を規模的に大きく上回る古墳に共通して採用されており、この点からも武蔵府中熊野神社古墳の被葬者が有力な在地勢力であったことは明らかである。
武蔵府中熊野神社古墳からは土器が出土していないため、築造年代の推定は難しいが、近隣にある古墳の石室との比較、副葬品の鉄地銀象嵌鞘尻金具などから、7世紀中葉から後半にかけて造営されたと思われる。追葬がなされていると見られる点から、初葬は7世紀中頃、追葬が7世紀後半になるとの推定もある。
武蔵府中熊野神社古墳造営当時の古墳近隣の情勢を考察すると、7世紀中葉以降とされる造営時期が大きな意味を持ってくる。すなわち、古墳造営と前後して古墳東方約1キロメートルのところに東山道武蔵路が開かれたとみられ、7世紀末から8世紀初頭にかけては、現在の府中市中心部に武蔵国府が設置されたと考えられる。そのため在地の有力者であった武蔵府中熊野神社古墳の被葬者が、武蔵国府が現在の府中市に設置されるにあたり重要な役割を果たしたのではないかとの説が有力である。
武蔵府中熊野神社古墳は日本国内でも稀な上円下方墳であり、当時の武蔵国最大級の古墳で、古墳造営直後には近隣に武蔵国府が設置されるなど、古墳の考古学的価値と並んで社会的に見ても貴重な遺跡であることが評価され、2005年（平成17年）7月14日、国の史跡に指定された。

## 交通アクセス
古墳展示館に駐車場はなく、下記の公共交通機関による来訪が推奨されている。
- JR南武線西府駅から徒歩約8分。
- 京王線府中駅から京王バス 国17系統 国立駅行き（谷保駅経由）乗車。「西府町二丁目」停留所下車、徒歩約4分。
  - 京王バスの府中駅から国立駅行きは、国03系統（総合医療センター経由）もあり、こちらは「西府町二丁目」に停車しないため注意。